# 소주후 (남당 후주)
소주후 (小周后, 950년 - 978년)은 남당의 마지막 황제 이욱의 계후이다. 대주후의 동생이며, 청원군공 이중우와 기왕 이중선의 이모이다. 사서에는 그녀의 이름이 기록되어 있지 않다. 바둑을 잘 두고, 취미와 향락에 밝은 사람이다.

## 생애
주씨는 대사도 주종의 차녀로, 아마 대주후 주아황의 이복동생으로 추정된다. 이욱의 정실인 대주후 주아황과 정실 재능을 비교할 수 없을 정도이다.
이욱은 대주후 주아황과 결혼했다. 몇 년 후, 대주후가 병이 나자, 병문안 온 주씨는 이 틈을 타, 형부인 이욱과 사통을 했다. 이욱이 쓴 유명한 《보살만(菩萨蛮)》은 두 사람이 사통할 때의 모습이라고 한다. "꽃 밝은 달은 안개를 날리고, 오늘 밤은 랑쪽으로 가기 쉬우며, 양말을 신고 향계를 걷고, 금루신을 신는다." 대주후는 남편과 여동생의 이중 배신때문에 병세가 자극을 받아, 급속히 악화되어, 이욱은 죄책감에 밤낮으로 함께 하였으나, 차남 충선의 죽음으로 대주후가 병을 이기지 못하고 결국 사망하고, 시호는 소혜(昭惠)이며, 의릉에 묻혔다. 회환이 교차한 이욱은 사망한 아내를 위해 여러 편의 시를 썼는데, 가장 긴 것으로 알려진 것은 《의소혜주후애(衣昭惠周后诔)》이며, 자칭 "홀아비 욱"이다. 3년 후, 주씨는 황후로 봉해졌고, 소주후라 불렸다. 당시 대신은 이욱에게 다시 봉한 축하문에 주씨가 형부와 간통해 언니를 화나게 한 것을 공개적으로 비꼬아, 이욱이 할 말이 없게 만들었다.
소주후는 녹색을 매우 좋아해서 옷차림은 모두 청록색이고, 고계(高髻)와 푸른색 옷을 입고, 군중의 옷자락이 펄럭이며, 멋을 부렸고, 후궁과 궁녀는 소주후의 푸른 옷을 보고 따라하려고 노력했다. 궁녀들은 바깥에서 들여온 벽색이 순수하지 않다고 해서 손수 염색을 하기도 했다. 궁녀들이 염색한 견직물들이 원 안에 널렸는데 걷는 것을 잊어서 이슬에 젖었다. 그러나, 다음날 색상이 유난이 선명하게 되었다. 이욱과 소주후는 모두 좋다고 했다. 이후 궁녀들은 모두 이슬로 옷을 물들이고는 그렇게 염색한 직물을 "천수벽(天水碧)"이라 불렀다.
소주후는 매일 발을 드리우고 향을 피우니, 방 안이 자욱해졌다. 소주후가 구름 안개와 같이 앉아있었고, 바라보니 신선같았다. 잠자리에 들 때엔 장막에 불이 날까봐 향을 피울 수 없고, '거위 배 찜 및 침향'을 사용하여 장막에 넣으면 달콤하고 촉촉하며, 폐에 스며드는데, 이것을 소주후는 "장중향"이라고 붙혔다. 이욱은 동백꽃씨를 화전으로 만들었는데, 크기와 모양이 다양하여 궁빈을 담백하게 하고, 얼굴에 금실을 입히고, 화전으로 이마에 뿌렸는데. "북원장"이라 하여, 걸으면 옷이 펄럭이고 멀리서 바라보면 마치 광한선자처럼 멋이 있었다.
이욱과 소주후는 차와 우유조각을 만들어 다양한 향을 만들고 요리를 하니, 맑은 향기가 코를 찔렀다. 이욱은 오랑캐가 생산한 향신료와 식품을 모아 요리하거나, 케이크와 미끼, 수프를 만들어 92가지 종류가 있으며, 모두 향긋한 맛을 내었다. 이욱은 각 요리에 이름을 짓고, 레시피를 남겼다. 황실 요리사는 새로운 음식을 준비하고 성찬을 준비하고, "내향연"이라는 종실 대신을 연회에 초대하도록 명했다. 이욱이 밤에 곷불을 켜지 않아도 궁궐에는 야명주가 매달려 있어, 밤이 되면 야명주가 대낮처럼 빛이 났다.
주씨가 황후가 된 후, 금릉 황궁에는 점점 더 많은 미녀들이 들어왔지만, 소주후는 후궁에 대해 매우 엄격하고 철저한 태도로 단속하여, 궁중의 미인은 그에 상응하는 명분을 얻을 수 없었고, 만약 원한을 품고 참지 못하는 사람은 소주후가 권고를 하거나 궁에서 내보내기도 했다.
975년, 이욱이 개봉에서 포로로 잡히자, 위명후로 봉해지고, 좌천우위장군이 되었다. 소주후는 정국부인 (봉호는 소주후의 덕행을 풍자함)에 봉해졌다.
송 태종 조광의는 왕위를 계승한 후, 여러 차례 소주후를 강간했다. 975년 정월대보름 밤부터 978년 칠석까지 3년 동안 소주후가 송 황제에게 여러 차례 성폭행을 당했다. 소주후가 돌아갈 때마다, 울며 욕했고, 이욱은 고통과 답답함 속에서 《망강남(望江南)》. 《자야가(子夜歌)》, 《우미인(虞美人)》등의 명곡을 썼다. 후대에는 송 태종이 왕위를 계승한 후, 소주후를 자신의 소유로 삼았고, 유명한 춘궁도인 『희릉행소주후도(熙陵幸小周后圖)』를 남겼다고 전해지는데, 원나라 사람인 풍해속은 "강남에서 남은 자두꽃도 임금에게 강제로 꺾여왔다"고 평했다. 명나라 사람 심덕부의 《야획편(野獲編)》에는 "송나라 사람은 희릉행소주후도를 그렸고, 태종은 머리에 두건을 쓰고, 얼굴은 검은 빛이고, 몸은 뚱뚱하다.... 주후는 사지가 가냘프고, 많은 궁인들이 껴안고, 주후는 이마를 찡그리며 어쩔 수 없는 모양을 하고 있다"라고 기록되어 있다. 조숙상은 《견지편(見只篇)》에서 장기가 이 그림을 모사한 것을 본적이 있다고 주장했는데, 그림에서는 "소주후는 머리에 화관을 쓰고 몸을 드러냈다. 벌거벗은 몸으로 다섯 시녀에게 의지했고, 두 사람은 겨드랑이를, 두 사람은 허벅지를 부축하고, 한 사람은 등 뒤에서 감싸 안아 공중으로 들어올렸다. 태종은 몸소 당연히 후에 왔다. 뒤로는 눈을 감고 고개를 돌려 태종의 뺨을 손으로 거절했다"고 했다.
태평흥국 3년 (978년), 이욱은 《우미인》을 써서 "고국은 돌이킬 수 없다(故国不堪回首)", "한강 춘수는 동쪽으로 흐른다(一江春水向东流)"라는 말 때문에 독살되었고, 소주후도 얼마 지나지 않아 29세의 나이로 세상을 떠났다.

## 소주후가 나온 프로그램

### TV드라마
| 드라마 제목                                      | 배우     | 캐릭터 이름     |
| ------------------------------------------------ | -------- | --------------- |
| 화시엽청가자희 (華視葉青歌仔戲)                  | 석혜군   | 소주후          |
| 절대쌍웅 絕代雙雄                                | 정완령   | 소주후          |
| 이후주 李後主                                    | 이영     | 소주후          |
| 정검산하 情劍山河                                | 리옌산   | 소주후 (주가민) |
| 당신에게 얼마나 걱정이 많겠습니까 問君能有幾多愁 | 슝나이진 | 소주후 (주가민) |